# Ампульная батарея

Устройство и приведение в работу ампульной батареи.
1. Разрываемая мембрана пиропатрона.
2. Пиропатрон.
3. Пороховой заряд пиропатрона.
4. Электрический запал пиропатрона.
5. Выключатель пиропатрона.
6. Электролит.
7. Ампула с электролитом.
8. Электроды гальванической ячейки.
9. Разрываемая мембрана ампулы.
10. Электрическая нагрузка.

А́мпульная батаре́я — химический источник тока одноразового применения, предназначенный для длительного хранения в неактивированном состоянии и относительно недолгого использования под большой нагрузкой.
Отличается от обычных гальванических элементов и аккумуляторов тем, что в нерабочем состоянии электролит хранится отдельно от электродов в герметичном сосуде — ампуле, и подается к электродам только непосредственно перед использованием. Разделение электролита и электродов позволяет применять такие электрохимические системы, которые обладают высоким саморазрядом, но способны обеспечить высокие удельные электрические характеристики, до сотен ватт на килограмм в течение относительно короткого времени, от нескольких минут до нескольких часов.
Ампульные батареи сложнее обычных и наливных батарей и, соответственно, дороже. Поэтому их применяют на самых ответственных объектах одноразового использования, например, в качестве бортового источника электропитания управляемых боевых и метеорологических ракет, снарядов, торпед, управляемых бомб.

## Устройство и принцип действия
Конструкция одного из вариантов ампульной батареи приведён на рисунке. Для приведения ампульной батареи в работу электролит из ампулы подаётся в полость гальванического элемента под давлением пороховых газов, подаваемых от порохового пиропатрона при горении порохового заряда. Поджигание порохового заряда производится электрозапалом. Тонкая мембрана ампулы с электролитом, отделяющая электролит от полости гальванического элемента, разрывается от давления, и ампула, изготовленная из эластичной пластмассы, сминается, выдавливая электролит.
Установка номинальных электрических параметров гальванической ячейки после заполнения гальванической ячейки электролитом устанавливается спустя время от единиц секунд до десятков секунд, необходимых для пропитывания пористых сепараторов, разделяющих электроды и пропитывания пористых электродов.
Кроме способа активации ампульной батареи с помощью пиропатрона также применяются ампульные батареи, приводимые в рабочее состояние подачей сжатого газа или сжиженного газа, например, углекислого газа.
В некоторых конструкциях ампула с электролитом выполняется в виде змеевика, такое решение позволяет быстро нагреть электролит до рабочей температуры при низкой температуре окружающего воздуха.

## Применяемые электрохимические системы
Так как ампульные батареи рассчитаны на кратковременную работу, в качестве электролита используются агрессивные жидкости. Выбор таких электролитов обусловлен стремлением к достижению максимальной удельной мощности. В качестве материала анодов используются цинк {\displaystyle {\ce {Zn}}}, свинец {\displaystyle {\ce {Pb}}}, магний {\displaystyle {\ce {Mg}}}. В качестве материалов катода применяют оксид серебра {\displaystyle {\ce {AgO}}}, диоксид свинца {\displaystyle {\ce {PbO2}}}, диоксид марганца {\displaystyle {\ce {MnO2}}}. В качестве электролитов применяют сильные кислоты: серную {\displaystyle {\ce {H2SO4}}}, хлорную {\displaystyle {\ce {HClO4}}} тетрафтороборную {\displaystyle {\ce {HBF4}}}, раствор гидроксида калия {\displaystyle {\ce {KOH}}}. Магний-марганцевые элементы отличаются от других электрохимических систем тем, что имеют относительно длительный срок действия, до 100 часов, в таких элементах в качестве электролита используется малотоксичный и менее агрессивный раствор перхлората магния ({\displaystyle {\ce {Mg(ClO4)2}}}). Некоторые электрохимические системы и их характеристики приведены в таблице.
| Электрохимическая система  | Электрохимическая система         | Электрохимическая система    | Напряжение разряда, В | Удельные характеристики  | Удельные характеристики        |
| Анод                       | Электролит                        | Катод                        | Напряжение разряда, В | Удельная мощность, Вт/кг | Удельная энергоёмкость, кДж/кг |
| -------------------------- | --------------------------------- | ---------------------------- | --------------------- | ------------------------ | ------------------------------ |
| {\displaystyle {\ce {Zn}}} | {\displaystyle {\ce {KOH}}}       | {\displaystyle {\ce {AgO}}}  | 1,5—1,35              | 10—1000                  | 36—288                         |
| {\displaystyle {\ce {Pb}}} | {\displaystyle {\ce {HClO4}}}     | {\displaystyle {\ce {PbO2}}} | 1,8—1,6               | до 250                   | 72—144                         |
| {\displaystyle {\ce {Pb}}} | {\displaystyle {\ce {HBF4}}}      | {\displaystyle {\ce {PbO2}}} | 1,7—1,5               | 100                      | 36                             |
| {\displaystyle {\ce {Zn}}} | {\displaystyle {\ce {H2SO4}}}     | {\displaystyle {\ce {PbO2}}} | 2,3—2,1               | 24—500                   | 72—252                         |
| {\displaystyle {\ce {Mg}}} | {\displaystyle {\ce {Mg(ClO4)2}}} | {\displaystyle {\ce {MnO2}}} | 1,6—1,3               | нет данных               | 288—414                        |